# Tierra del Pan
La Tierra del Pan és una comarca de la província de Zamora, situada al centre de la província és on hi ha les poblacions de Zamora i Toro.

## Municipis
- Algodre
- Almaraz de Duero
- Andavías
- Arquillinos
- Aspariegos
- Benegiles
- Bustillo del Oro
- Carbajales de Alba
- Castronuevo
- Cerecinos del Carrizal
- Coreses
- Cubillos
- Fresno de la Ribera
- Fuentesecas
- Gallegos del Pan
- La Hiniesta
- Malva
- Matilla la Seca
- Molacillos
- Monfarracinos
- Montamarta
- Montelarreina
- Morales de Toro
- Moreruela de los Infanzones
- Muelas del Pan
- Pajares de la Lampreana
- Palacios del Pan
- Piedrahita de Castro
- Pinilla de Toro
- Pino del Oro
- Pobladura de Valderaduey
- Pozoantiguo
- Roales del Pan
- San Pedro de la Nave-Almendra
- Toro
- Torres del Carrizal
- Valcabado
- Vezdemarbán
- Videmala
- Villalcampo
- Villalonso
- Villalube
- Villardondiego
- Villaseco del Pan
- Villavendimio
- Zamora